# 阿尔贝特·拉登堡

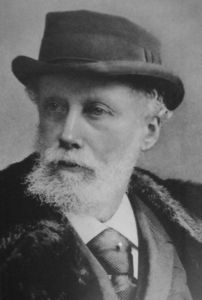
阿尔贝特·拉登堡。

阿尔贝特·拉登堡（德語：Albert Ladenburg，1842年7月2日—1911年8月15日），德国化学家。

## 生平

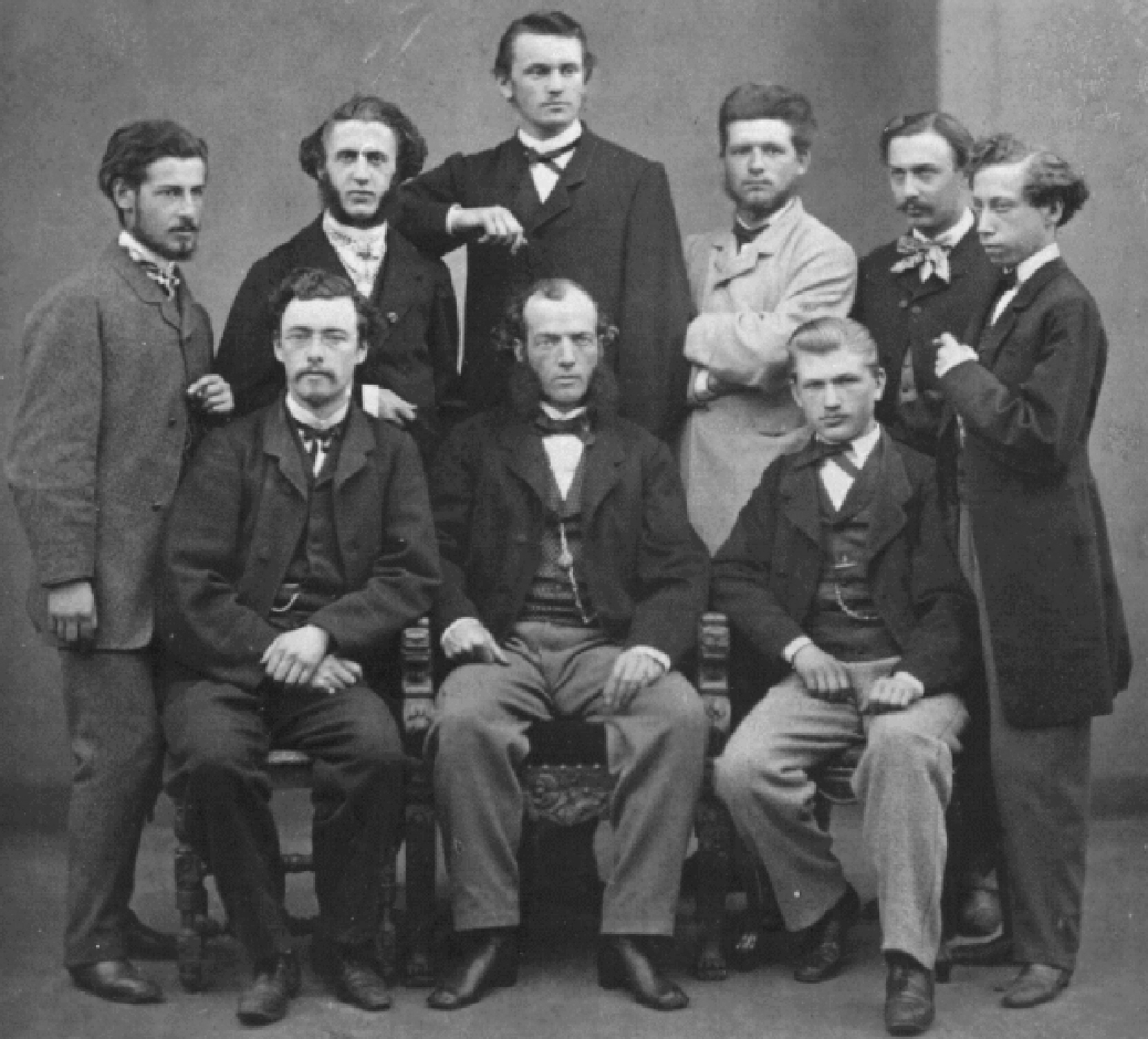
阿爾貝特·拉登堡 1866年

拉登堡出生於德国曼海姆一个著名的犹太人家庭。他首先在卡尔斯鲁厄学习数学和现代语言，然后前往海德堡，在罗伯特·本生的指导下学习化学和物理，并最终赴柏林，研修物理。拉登堡在海德堡取得他的博士学位。
拉登堡曾在根特与凯库勒共事六个月。凯库勒在此期间将分子结构理论介绍给拉登堡。在这一理论的启发下，拉登堡提出所谓“拉登堡苯”的结构，认为苯分子为三角柱形状，其六个碳原子各占据三角柱的一个顶点上。这一结构后来被证明是错误的。该結構實為苯的一種價異構體，於1973年成功合成，称为棱柱烷。
此后，拉登堡又前往巴黎，与查尔斯·弗里德尔（Charles Friedel）一同工作18个月，从事有机硅和锡化合物的研究。
1900年，拉登堡创办《弗罗茨瓦夫化学会》（Chemische Gesellschaft Breslau），并一直负责管理至1910年。
1911年卒於弗罗茨瓦夫。
拉登堡之子鲁道夫·拉登堡（Rudolf Ladenburg，1882－1952）是一名原子物理学家。